# Sympherobius distinctus
Sympherobius distinctus is een insect uit de familie van de bruine gaasvliegen (Hemerobiidae), die tot de orde netvleugeligen (Neuroptera) behoort. 
Sympherobius distinctus is voor het eerst wetenschappelijk beschreven door Carpenter in 1940.